# العلاقات اللاتفية المصرية
العلاقات اللاتفية المصرية هي العلاقات الثنائية التي تجمع بين لاتفيا ومصر.

## مقارنة بين البلدين
هذه مقارنة عامة ومرجعية للدولتين:
| وجه المقارنة                                              | لاتفيا                                             | مصر           |
| --------------------------------------------------------- | -------------------------------------------------- | ------------- |
| المساحة (كم2)                                             | 64.59 ألف                                          | 1.01 مليون    |
| عدد السكان (نسمة)                                         | 1.93 مليون                                         | 94.80 مليون   |
| الكثافة السكانية (ن./كم²)                                 | 29.88                                              | 93.86         |
| العاصمة                                                   | ريغا                                               | القاهرة       |
| اللغة الرسمية                                             | اللغة اللاتفية                                     | اللغة العربية |
| العملة                                                    | يورو، لاتس لاتفي، الروبل اللاتفي ‏، الروبل اللاتفي ‏ | جنيه مصري     |
| الناتج المحلي الإجمالي (بليون دولار)                      | 30.26 مليار                                        | 235.37 مليار  |
| الناتج المحلي الإجمالي (تعادل القوة الشرائية) بليون دولار | 49.24 مليار                                        | 998.67 مليار  |
| الناتج المحلي الإجمالي الاسمي للفرد دولار أمريكي          | 14.06 ألف                                          | 3.61 ألف      |
| الناتج المحلي الإجمالي للفرد دولار أمريكي                 | 23.55 ألف                                          |               |
| مؤشر التنمية البشرية                                      | 0.819                                              | 0.690         |
| رمز المكالمات الدولي                                      | +371                                               | +20           |
| رمز الإنترنت                                              | .lv                                                | .eg، .مصر     |
| المنطقة الزمنية                                           | ت ع م+02:00، ت ع م+03:00، أوروبا/ريغا ‏             | ت ع م+02:00   |

## منظمات دولية مشتركة
يشترك البلدان في عضوية مجموعة من المنظمات الدولية، منها:
| علم المنظمة | اسم المنظمة                               | تاريخ انضمام لاتفيا | تاريخ انضمام مصر |
| ----------- | ----------------------------------------- | ------------------- | ---------------- |
|             | البنك الدولي للإنشاء والتعمير             | 11 أغسطس 1992       | 27 ديسمبر 1945   |
|             | منظمة التجارة العالمية                    | 1999                | 30 يونيو 1995    |
|             | المركز الدولي لتسوية المنازعات الاستشارية | 7 سبتمبر 1997       | 2 يونيو 1972     |
|             | الفريق المعني برصد الأرض                  | ?                   | فبراير 2005      |
|             | المنظمة الهيدروغرافية الدولية             | ?                   | 21 يونيو 1921    |
|             | الأمم المتحدة                             | 17 سبتمبر 1991      | 24 أكتوبر 1945   |
|             | منظمة الشرطة الجنائية الدولية             | ?                   | 7 سبتمبر 1923    |
|             | وكالة ضمان الاستثمار متعدد الأطراف        | 21 أغسطس 1998       | 12 أبريل 1988    |
|             | يونسكو                                    | 9 يوليو 1951        | 22 يناير 1947    |
|             | مؤسسة التنمية الدولية                     | 11 أغسطس 1992       | 26 أكتوبر 1960   |
|             | مؤسسة التمويل الدولية                     | 29 سبتمبر 1993      | 20 يوليو 1956    |
|             | الاتحاد البريدي العالمي                   | ?                   | ?                |
|             | الاتحاد الدولي للاتصالات                  | 11 ديسمبر 1921      | 9 ديسمبر 1876    |

## وصلات خارجية
- موقع وزارة الخارجية اللاتفية
- موقع وزارة الخارجية المصرية